# Martin Wendel
Martin Wendel (Biberist, 2 juni 1925 – 26 juli 2013) was een Zwitsers componist, muziekpedagoog en fluitist.

## Levensloop
Wendel ging na het bezoeken van het gymnasium studeren aan de Hochschule der Künste Bern in Bern en aan het Conservatoire de Lausanne in Lausanne. Zijn leraren waren onder andere Richard Flury, Hans Haug en Edmond Defrancesco. Van 1947 tot 1949 studeerde hij verder aan het Conservatoire national supérieur de musique in Parijs bij Tony Aubin, Arthur Honegger en Marcel Moyse. 
Wendel was in de sessie 1949/50 solo-fluitist in het Orchestra della Radio Svizzera Italiana, en van 1950 tot 1952 tweede fluitist in het Berner Symphonieorchester. Van 1952 tot 1956 was hij solo-fluitist in het orkest van het Nationaltheater Mannheim. In 1956 ging hij terug naar Zwitserland en werd tot 1969 fluitist in het orkest van het Musikkollegiums Winterthur. Van 1970 tot 1990 was hij docent en muziekleraar aan de Kantonsschule Zürcher Oberland in Wetzikon. 
Naast zijn orkestcarrière was hij solist, kamermusicus en componist. Hij schreef werken voor verschillende genres. Wendel leeft in Bassersdorf in het kanton Zürich.

## Composities

### Werken voor orkest
- 1949 Concert, voor dwarsfluit en kamerorkest, op. 5
- 1952 Concert, voor viool, piano en strijkorkest, op. 9
- 1958-1978 Concert, voor altviool en klein orkest, op. 11
- 1960 Sinfonie 1960, voor kamerorkest, op. 14
- 1966 Musik, voor piano en orkest, op. 20 (won in 1967 de "Primo Premio Città di Trieste")
- 1969 Drei konzertante Skizzen, voor dwarsfluit, piano en strijkorkest, op. 24
- 1970-1971 Zwischentöne, voor orkest, op. 27
- 1972 Kleine Musik in sechs Sätzen, voor kamerorkest, op. 26
- 1979 Violinmusik, voor viool solo en orkest, op. 36
- 1985 Friedensmusik, voor trompet, strijkorkest en piano, op. 47
- 1987 Streicherkonzert, voor strijkorkest, op. 51

### Werken voor harmonieorkest
- 1977 Ein profanes Requiem, voor gemengd koor en harmonieorkest, op. 31
- 1979 Pamphlet, voor harmonieorkest, op. 35  (gecomponeerd voor het Festival voor eigentijdse muziek te Uster in 1979)
- 1984 Umriss, voor harmonieorkest, op. 45
- 1989 Ostinato, voor harmonieorkest, op. 54

### Missen en gewijde muziek
- 1977 Ein profanes Requiem, voor gemengd koor en harmonieorkest, op. 31 - tekst: anonymus, Karl Boppel, Hermann Scherchen, Recha Freier, Gottfried Keller
- 1977-2002 Ein profanes Requiem, voor gemengd koor en instrumentaal-ensemble (picollo, dwarsfluit, hobo, althobo, klarinet, basklarinet, fagot, 2 hoorns, 3 trompetten in C, 3 trombones, piano, xylofoon, 2 slagwerkers, 2 violen, altviool, cello en contrabas), op. 31 bis

### Werken voor koren
- 1986 Unsere Geschichte, voor gemengd koor, sprekstem en piano, op. 49 - tekst: Hans Peter Gansner
- 1997 Nachtstrophen, voor gemengd koor a capella, op. 64 - tekst: Martin Wendel

### Vocale muziek
- 1951 Drei Sprüche, voor sopraan en piano, op. 6 - tekst: Werner Bergengrün
- 1962 Kaleidoskop der kleinen Therese, voor zangstem, dwarsfluit, hobo, fagot, viool, altviool, contrabas en piano, op. 16 - tekst: Herbert Meier
- 1965 Lied zur Ermutigung, voor tenor, 4 trombones en strijkkwartet, op. 19 - tekst: Hilde Domin
- 1980 9 Dokumente, voor zangstem en piano, op. 37 - teksten: anonieme teksten uit dagbladen van Clemens Mettler, Rolf Hörler, René Regenass, Lisel Bruggmann
- 1981 Zeilen, voor bariton en strijkorkest, op. 41 - teksten: anonymus, Jürg Weibel, Heinrich Wiesner, Karl Boppel, Christoph Mangold, Rassul Rsa en Martin Wendel
- 1990 Spuren, voor mezzosopraan en piano, op. 55 - tekst: Wolfgang Bittner, Karl Boppel
- 1994 Wege, 7 gezangen voor bariton en piano, op. 61 - tekst: Frank Geerk, Joseph Zoderer, Niklaus Meienberg, Hans-Jürgen Heise, Ingeborg Kaiser, Ivar Breitenmoser, Jürgen Stelling
- 1995 Anmerkungen, voor hoge zangstem, klarinet en piano, op. 52 - teksten: Chinees
- 1995 Sieben Texte, voor hoge zangstem en piano, op. 62 - tekst: Christa Reinig, Ingrid Isermann
- 1999-2000 Später Gesang, vijf delen voor tenor (of: sopraan) en strijkorkest, op. 68 - tekst: Hilde Domin, Andri Peer, Albin Zollinger

### Kamermuziek
- 1946 Kwartet, voor dwarsfluit, viool, altviool en cello, op. 1
- 1948 Duett, voor twee dwarsfluiten, op. 2
- 1948 Andantino, voor cello en piano, op. 3
- 1948 Strijkkwartet Nr. 1, op. 4
- 1953 Sonate, voor viool en piano, op. 7
- 1956 Trio, voor dwarsfluit, altviool en harp, op. 8
- 1957-1980 Quartettino, voor hobo, viool, altviool en cello, op. 10
- 1958 Divertissement, voor strijkerstrio, op. 12
- 1959 Strijkkwartet Nr. 2, op. 13
- 1961 Kwintet, voor dwarsfluit, hobo, fagot, viool en klavecimbel, op. 15
- 1962 Blazerskwintet, op. 17
- 1964 Pièce brève für Flötenensemble, voor picollo, 4 dwarsfluiten en altfluit in G, op. 18
- 1966 Journal Suisse, voor dwarsfluit, klarinet en piano, op. 21
- 1966 Divertimento-Suite, voor dwarsfluit, althobo, fagot, viool en klavecimbel, op. 22
- 1969 Capriccio, voor dwarsfluit en piano, op. 25
- 1973 Oktett, voor klarinet, trombone, xylofoon, harp, piano, klavecimbel, altviool en contrabas, op. 28
- 1975 Musik, voor hobo, klarinet, dwarsfluit en piano, op. 29
- 1975-1982 Railways, trio voor klarinet, altviool en piano, op. 30
- 1977 Eine Oktobermusik, voor dwarsfluit en fagot, op. 33
- 1981 Kwintet, voor drie klarinetten, basklarinet en piano, op. 40
- 1983 Fünf Stücke, voor koperkwartet, op. 42
- 1983 Sonate, voor cello en piano, op. 43
- 1984 Duo, voor viool en gitaar in drie delen, op. 44
- 1985 Musik, voor dwarsfluit en piano, op. 46
- 1986 Rondo, voor dwarsfluit (ook: picollo), viool, hobo en fagot, op. 48
- 1986 Fünf Ostinati, voor dwarsfluit, viool en piano, op. 50
- 1991 Musik, voor altviool en piano, op. 56
- 1991-1992 Kwartet, voor viool, altviool, contrabas en piano, op. 57
- 1993 Strijkkwintet, op. 59
- 1993 Trio, voor viool, cello en piano, op. 60
- 1996 Fragment, voor hobo en altviool, op. 32b
- 1996 Strijkkwartet Nr. 3, op. 63
- 1998-1999 Trio, voor dwarsfluit, viool en piano, op. 67
- 2000 Pianokwintet, op. 69
- 2002 Nachklang, voor dwarsfluit en piano, op. 71
- 2002 Nachklang, voor althobo en strijkkwartet, op. 71 bis
- 2003 Rhapsodie, voor klarinet en piano, op. 72
- 2003 Strijkkwartet Nr. 4, op. 73

### Werken voor piano
- 1968 Berceuse, op. 23
- 1978 Fünf Flugblätter, op. 34
- 1980 Notizen, 28 lichte pianostukken, op. 38
- 1985 9 Croquis, op. 32a
- 1988 Entwürfe, cyclus voor piano, op. 53
- 1998-1999 Zwei Skizzenblätter, op. 66
- 2002 Nostalgia, op. 70

### Werken voor harp
- 1992 Solo für Harfe, op. 58

## Publicaties
- Martin Wendel, in: Schweizer Komponisten unserer Zeit, uitgegeven door SUISA, Amadeus, Winterthur 1993.